# Битва под Калугой
Битва под Калугой — сражение 23 сентября 1606 года в ходе восстания Болотникова, произошедшее около впадения Угры в Оку. Наступающее на Москву с юго-запада повстанческое войско под предводительством Ивана Болотникова сошлось в бою с правительственным войском во главе с князем Иваном Шуйским (братом царя), наспех собранным после предыдущих поражений. Согласно И. И. Смирнову, накануне царский гарнизон был изгнан горожанами Калуги, которые контактировали с Болотниковым и были рады впустить его в город. Поэтому войску Ивана Шуйского пришлось дать бой Болотникову вне города, лишившись тем самым городских укреплений и потеряв вместе с тем возможность эффективно использовать привезённый ими с собой «наряд» (артиллерию), который был предназначен для установки в Калужском кремле. Результат битвы не до конца понятен. В разрядных книгах он указан как победный для правительственного войска, однако на этот счёт были высказаны сомнения. Так или иначе, войска Шуйского не смогли извлечь никакой выгоды от результата этой битвы, поскольку восстание быстро разрасталось, охватив Вязьму, Можайск, а также тульские и рязанские города. Царские отряды отступили к Москве, открыв болотниковцам путь на неё. Осада Москвы последовала вскоре.